# Lycaste skinneri
Lycaste skinneri là một loài thực vật có hoa trong họ Lan. Loài này được Lindl. mô tả khoa học đầu tiên năm 1843.

## Hình ảnh

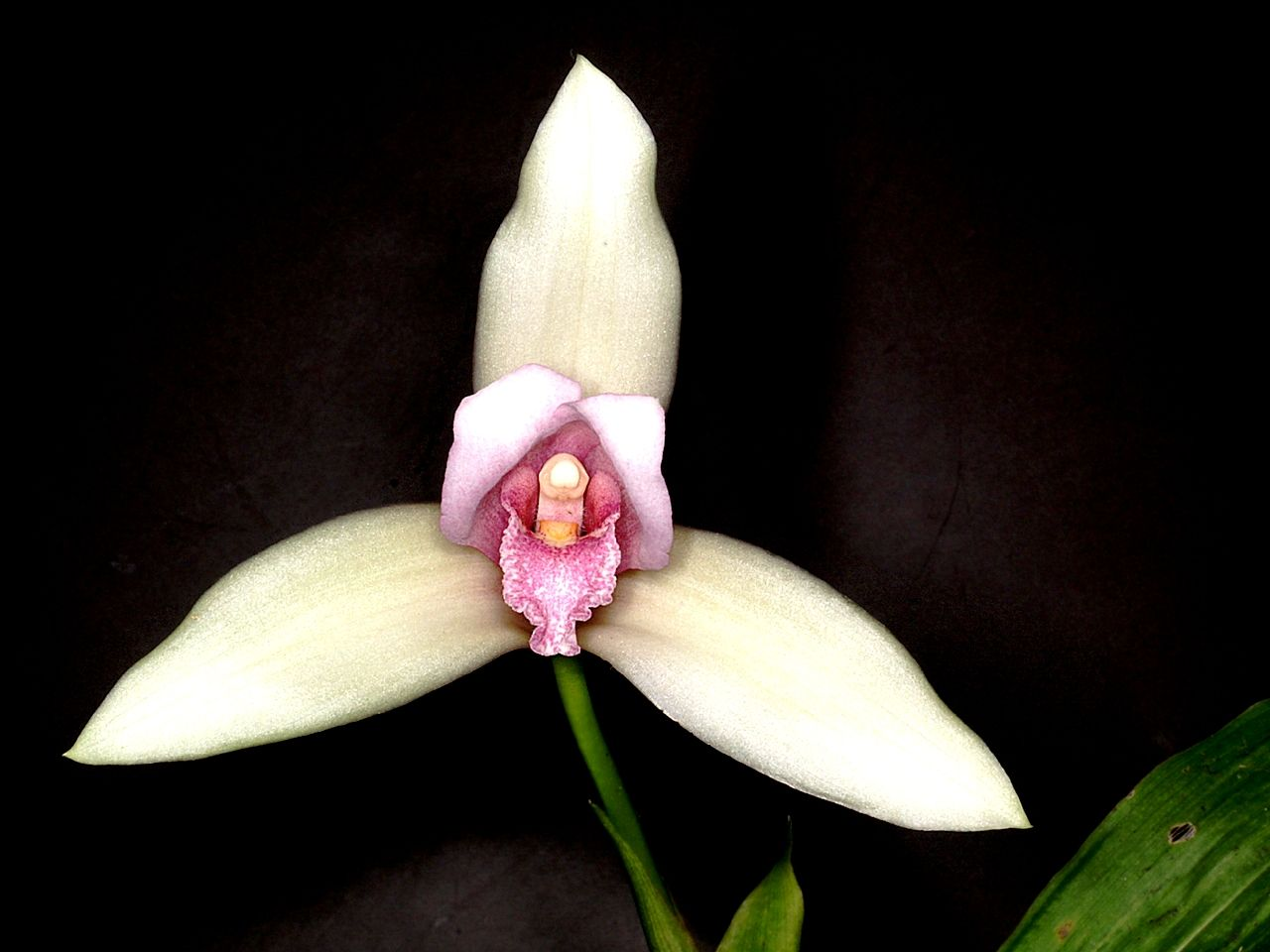
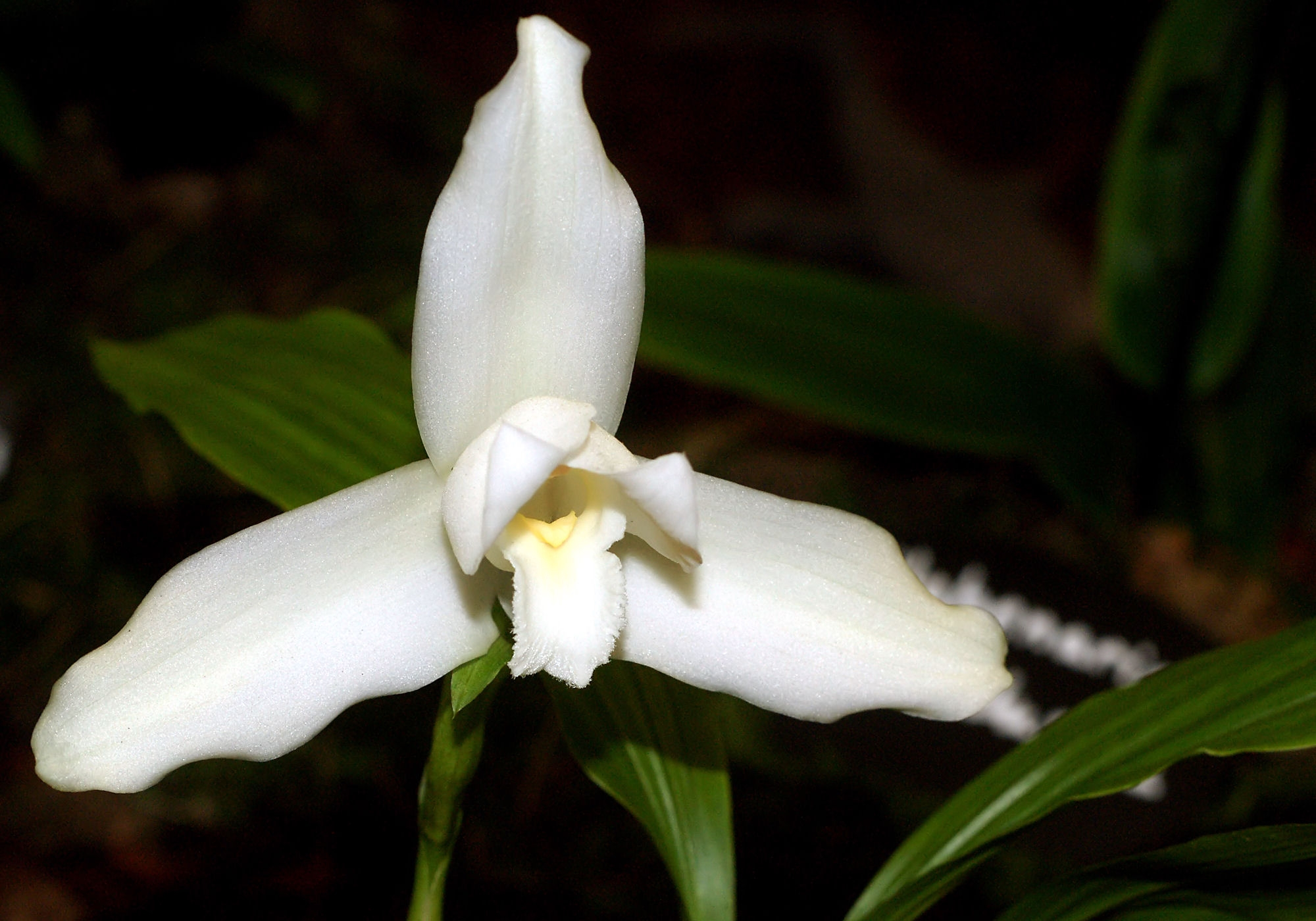
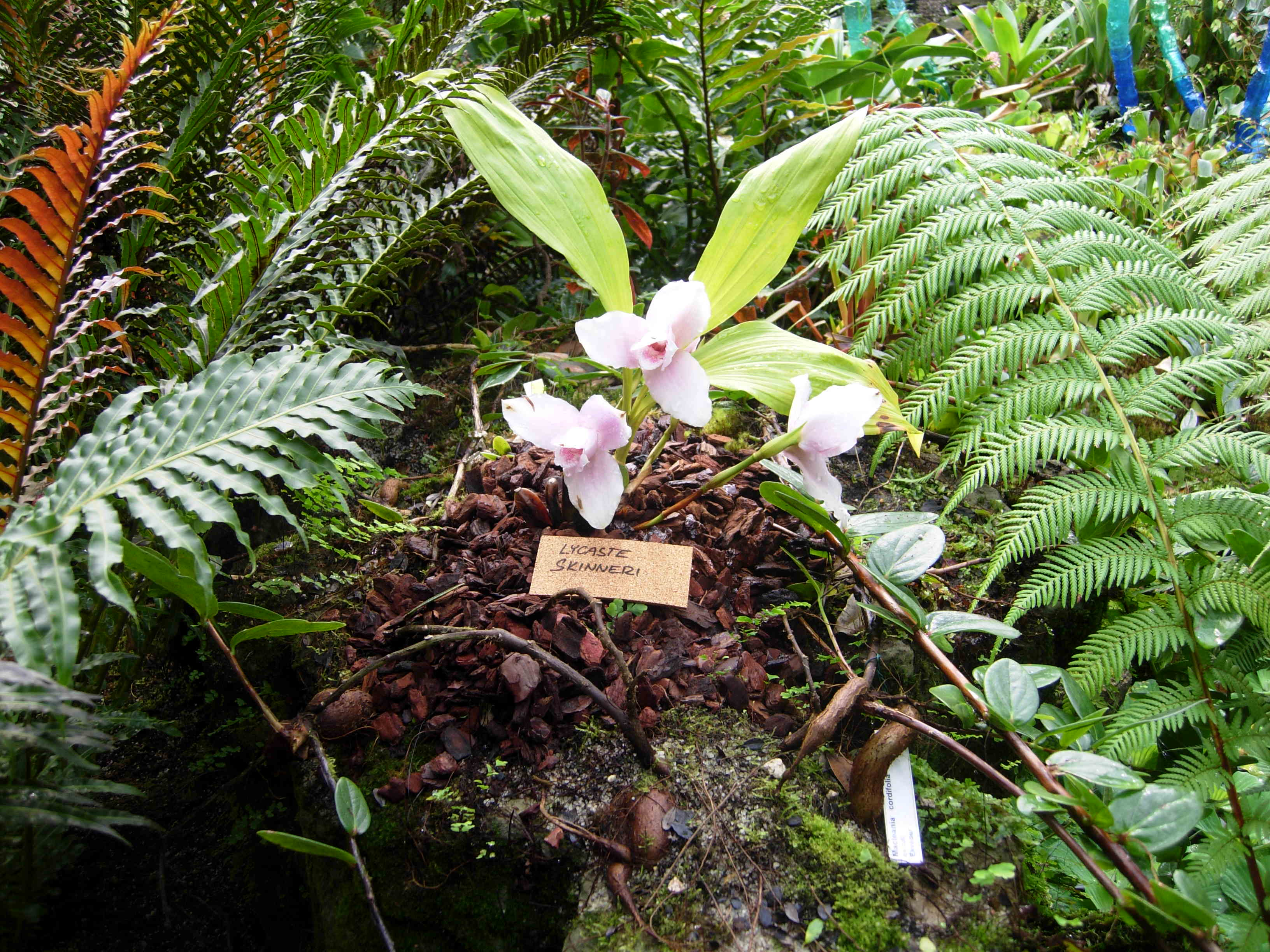
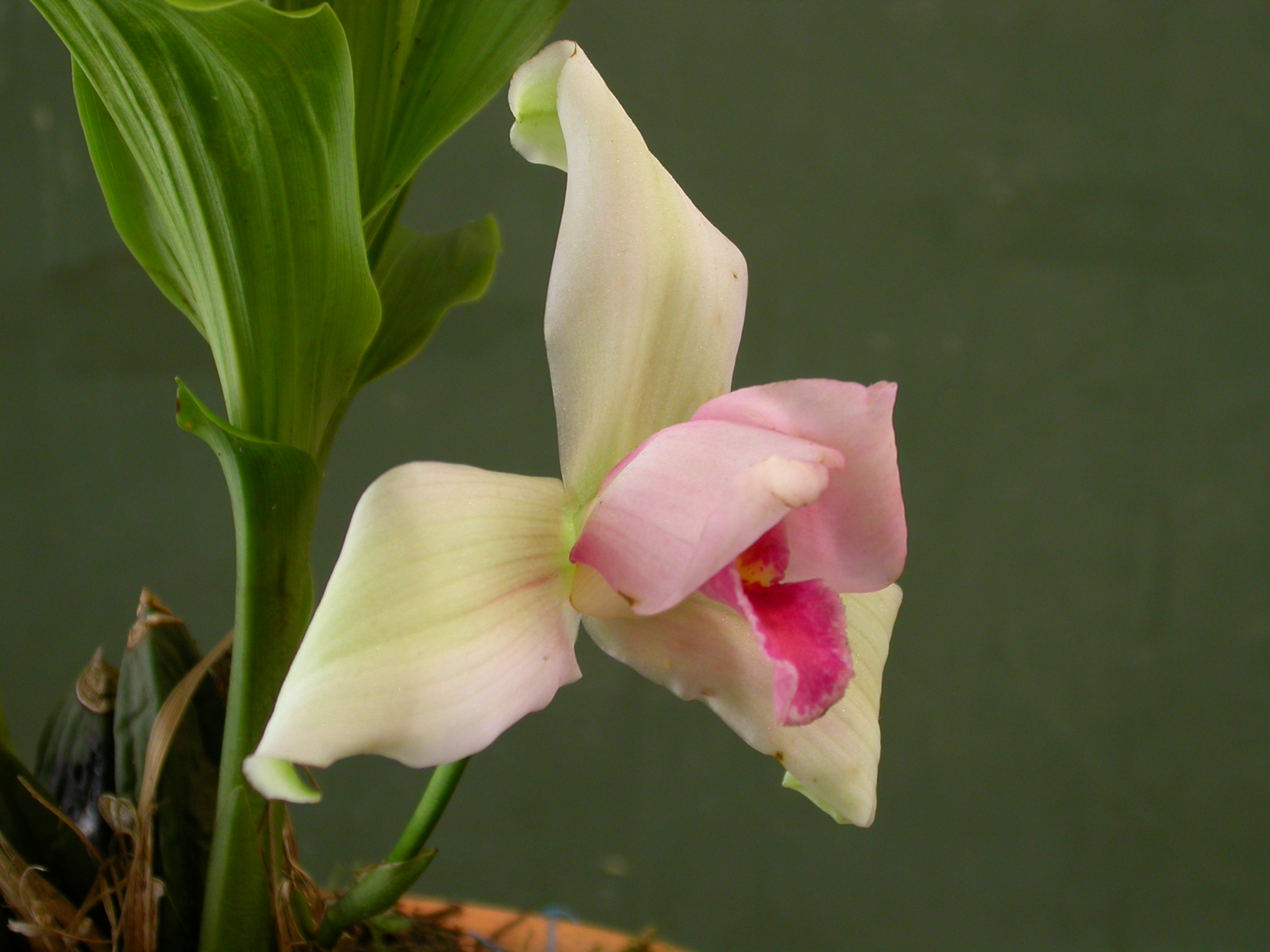